# Rollschuhbahn Bremerhaven

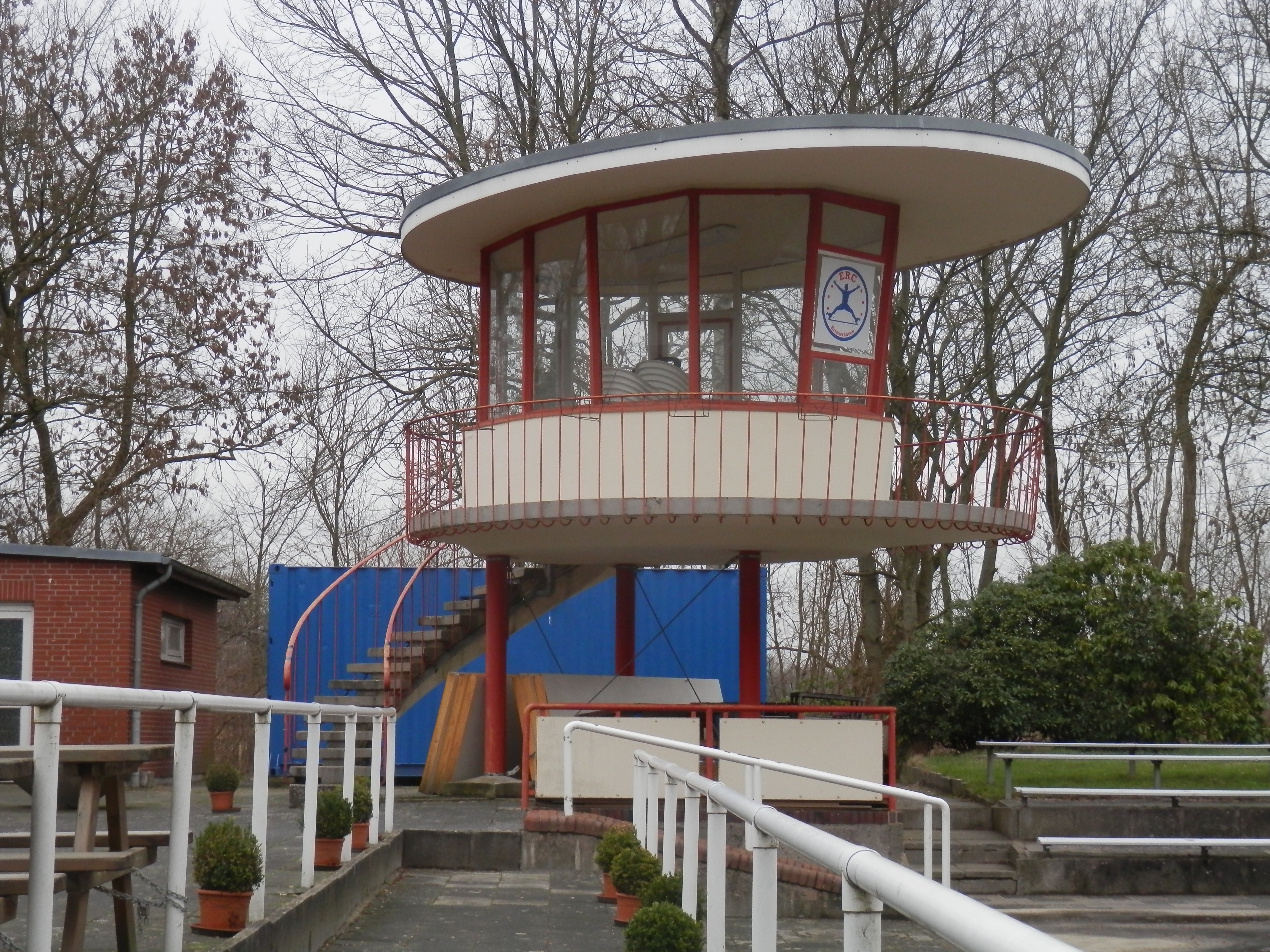
Regieturm

Die Rollschuhbahn Bremerhaven in Bremerhaven - Geestemünde, In den Nedderwiesen 2/4, entstand 1954 für den Roll- und Schlittschuhclub Bremerhaven (RSCB).
Der Regieturm steht seit 2010 unter Bremer Denkmalschutz.

## Geschichte
Rollschuhe gab es seit dem 18. Jahrhundert. Das Rollschuhlaufen etablierte sich seit der Mitte des 19. Jahrhunderts in den USA und Europa und wurde zum Breitensport. Der Rollsport kam aber erst nach 1900 und der Bund Deutscher Rollsportvereine wurde 1910 in Leipzig gegründet. Deutsche Meisterschaften gab es seit 1911, Europameisterschaften seit 1937. Nach 1951 konnten deutsche Rollschuhläufer viele internationale Titel und Medaillen gewinnen.

Am Ostrand des Bürgerparks in Geestemünde, hinter der Sportanlage des Geestemünder SC, lag die Rollschuhbahn des Roll- und Schlittschuh-Clubs Bremerhaven (RSCB). Nach den Beschädigungen im Zweiten Weltkrieg wurde sie 1947 notdürftig hergerichtet. Sie wurde 1954 neu für den RSCB errichtet, der 1993 in den Konkurs ging. Danach betrieb der Eis- und Rollsportclub Bremerhaven (ERC) die Anlage. Der gläserne Regieturm nach Plänen von ?, eine ovale Plattform auf drei Stützen, wird begangen durch die skeletthafte, bogenförmige Treppe als Betonspindel mit filigranem Geländer.
 
Das Landesamt für Denkmalpflege Bremen befand: „Der Regieturm der Rollsportanlage gehört zusammen mit dem Kino Aladin in der Rickmersstraße zu den wenigen Beispielen konsequent modern gestalteter Architektur der 1950er Jahre in Bremerhaven.“

2008 wurde die Lauffläche des Stadions erneuert und mit einer Holzkonstruktion überdacht.
Beim RSCB / ERCB lief die viermalige Weltmeisterin Astrid Hoßfeld-Bader (1965 bis 1968), der fünffache Weltmeister Michael Butzke (1970/1980), die Europameisterin (2018) Lina Goncharenko sowie andere nationale Sportler.